# Shorten
Shorten (SHN) — формат файлу, який використовується для стиснення аудіоданих. Це схоже на ZIP/RAR/Stuffit, але для аудіо (ці компресори погано працюють з аудіоданими). Таке стиснення економить місце на диску та зменшує час передачі. Це форма стиснення без втрат аудіо файлів CD-якості (44.1 кГц 16-бітний стереозвук PCM). 
Shorten більше не розробляється, і більш популярними стали інші аудіо кодеки, такі як FLAC, Monkey's Audio (APE), TTA і WavPack (WV). Однак Shorten досі використовується деякими людьми, бо є концертні записи в обігу, які закодовані як Shorten файли. Shorten файли використовують розширення файлу .shn.

## Особливості:
Усі програвачі та конвертери на основі libavcodec підтримують кодек Shorten; а оскільки LAVFilters базуються на libavcodec, підтримку можна легко додати до Windows Media Player та іншого програмного забезпечення, яке використовує стандартні API фільтрів/кодеків.
Що стосується менш поширених програм, деякі програми Rockbox можуть відтворювати скорочені файли без декомпресії, а сторонні плагіни Shorten існують для Nero Burning ROM, Foobar2000 та Winamp.
Медіаплеєр VLC підтримує SHN файли власноруч, а ffplay з пакета ffmpeg можна використовувати, якщо потрібна утиліта командного рядка.

## Программи для роботи з SHN файлами:[3]
- Nullsoft Winamp, розробник — Nullsoft  -  OS: Windows, Mac, Android
- Xine, розробник — The Xine Project -  OS: Linux
- Foobar2000, розробник — Piotr Pawlowski - OS: Windows, Mac, Android
- Cog, розробник — Open Source - OS: Mac
- Trader's Little Helper, розробник — Robert Hoffmann - OS: Windows
- X Lossless Decoder, розробник — TMKK - OS: Mac
- Windows Media Player, розробник - Microsoft - OS: Windows
- VLC, розробник - Open Source - OS: Windows, Linux
- ffplay (ffmpeg)  Open Source - OS: Linux

## On-line конвертери:
- https://www.solvusoft.com/en/file-extensions/file-extension-shn/
- https://anyconv.com/shn-converter/